# Rift médio-continental
Pour les articles homonymes, voir Rift.

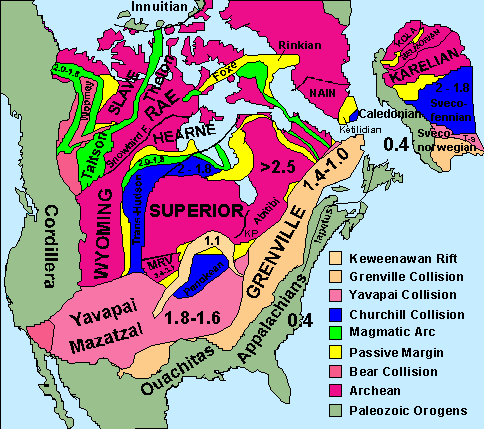
Carte géologique de l'Amérique du Nord, montrant (en bisque) le rift médio-continental (appelé ici rift de Keweenawan). Le Lac Supérieur occupe la pointe du rift.

Le rift médio-continental (Midcontinent Rift System, MRS), rift nord-américain, ou rift de Keweenaw est un rift de 2 000 km de long, situé au centre du continent nord-américain et au milieu du bord sud de la plaque nord-américaine. Il s'est formé lorsque le cœur du continent, le craton nord-américain, a commencé à se désagréger durant le Mésoprotérozoïque, il y a 1,1 milliard d'années. La formation du rift fut avortée (il s'agit d'un aulacogène), laissant des couches épaisses de roches magmatiques exposées au nord, mais  recouvertes par des formations sédimentaires ultérieures sur la plus grande partie des bras est et ouest, lesquels se rejoignent au lac Supérieur, qui est entièrement contenu dans la vallée du rift. La rive nord (en), située en Ontario et dans le Minnesota, définit l'arc nord du rift. Partant du lac, le bras est du rift tourne vers le sud du Michigan, et s'étend peut-être jusqu'à travers l'Indiana, l'Ohio, le Kentucky, le Tennessee et l'Alabama. Le bras ouest traverse une partie  du Wisconsin, du Minnesota, de l'Iowa, et du Nebraska pour atteindre le nord-est du Kansas, et peut-être même l'Oklahoma.

## Formation et arrêt

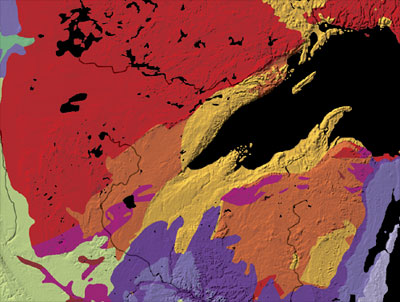
Les roches du rift sont exposées dans les régions colorées en orange autour du lac Supérieur (en noir). La région orange au nord du lac correspond à la zone du lac Nipigon.

Parmi les formations rocheuses créées par le rift, on trouve des roches plutoniques (gabbro et granite) ainsi  que des laves basaltiques. Dans la  région du lac Supérieur, les remontées de ces roches fondues peuvent être dues à un point chaud, qui a produit une jonction triple. La région s'est soulevée, et des flots de lave basaltique se sont écoulés à partir de l'axe central du rift, de façon analogue à la formation actuelle de la dépression de l'Afar.
Les extensions au sud-est et au sud-ouest correspondent à deux des bras de la jonction triple, tandis que le bras avorté s'étend vers le nord à travers l'Ontario, formant une dépression contenant le lac Nipigon,.
Le rift peut avoir été causé par des forces d'étirement liées au développement de l'orogenèse grenvillienne à l'est, les compressions ultérieures ayant amené à l'arrêt du rift après environ 20 millions d'années,,. Si le processus avait continué, il en serait résulté l'effondrement du craton nord-américain et la création d'une mer : le rift avait progressé presque jusqu'au point où l'eau océanique se serait engouffrée. Le rift médio-continental est le rift avorté le plus  profond  jamais découvert : tous les rifts plus profonds se sont transformés en bassins océaniques.

## Le rift aujourd'hui

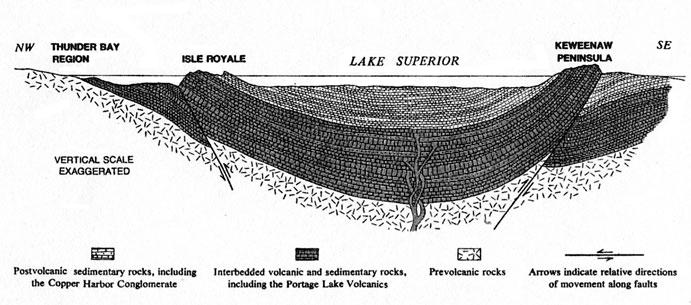
Les strates volcaniques émergent à l'Isle Royale et à la péninsule de Keweenaw.

Le lac Supérieur occupe un bassin créé par le rift. Près du lac, on peut trouver des roches produites par le rift à la surface de l'Isle Royale et de la péninsule de Keweenaw, au nord-ouest du Wisconsin, et sur la côte nord du lac dans le Minnesota et l'Ontario. On trouve à l'affleurement des roches similaires aussi loin au sud que le parc Interstate près de Saint Paul,,, mais ailleurs le rift est enterré sous des roches sédimentaires plus récentes pouvant avoir jusqu'à 9 km d'épaisseur. Les parties enterrées du rift ont été cartographiées par gravimétrie (les roches basaltiques, denses, augmentent localement la pesanteur), par étude aérienne du magnétisme et par sismologie.
La grande province ignée  de Mackenzie au Canada, qui s'étend de Nunavut aux Grands Lacs, sur une superficie de peut-être 2 700 000 km2, s'est formée il y a 1,27 milliard d'années, et pourrait être en relation avec le rift.

## Ressources naturelles

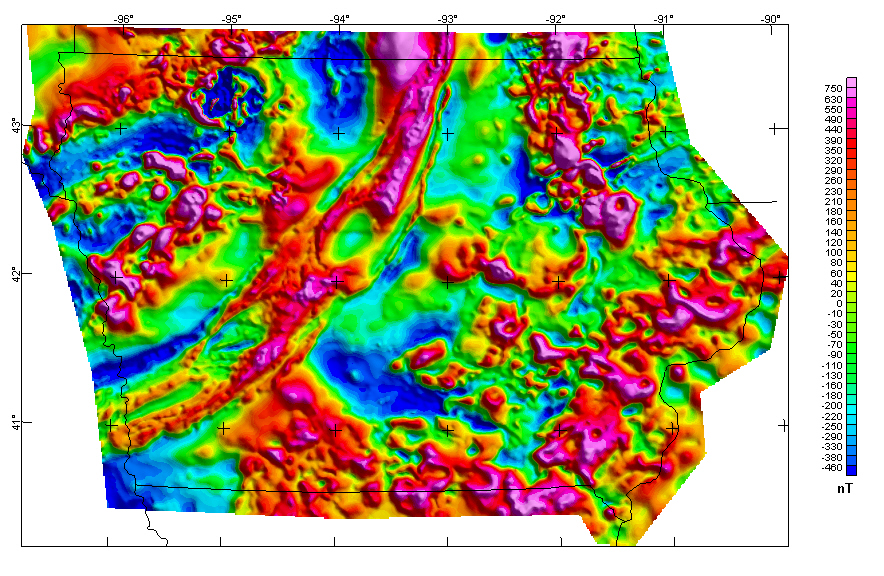
Carte des anomalies magnétiques de l'Iowa montrant la courbe du rift à travers l'État, du milieu du bord nord au bord ouest.

La formation protérozoïque de Nonesuch Shale (en) contient assez de carbone organique (plus de 0.5 %) pour être considérée comme une roche-mère ; des traces d'hydrocarbures provenant du Nonesuch Shale, et identifiées comme précambriennes, ont été trouvées dans la mine White Pine du Michigan. Des puits ont été forés dans les roches du rift, aussi loin qu'au Kansas, dans l'espoir de trouver du pétrole et du gaz. Ce ne fut pas le cas, mais ces explorations ont permis d'obtenir des échantillons de roches profondes.
On trouve dans le Pays du cuivre d'importants dépôts de cuivre natif dans des roches  associées au rift. Une industrie d'extraction du cuivre s'y est développée dès l'époque précolombienne, réactivée dans les années 1840 et continuant durant plus d'un siècle. Des dépôts de cuivre et de nickel, parmi les plus vastes du monde mais de faible teneur en minerai, existent également dans le complexe de Duluth (en) au nord du lac. Considérés autrefois comme sans intérêt économique, ils ont récemment attiré un renouveau d'attention.

## Galerie

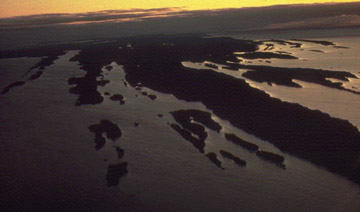
Strate volcanique érodée à Isle Royale dans le Michigan.
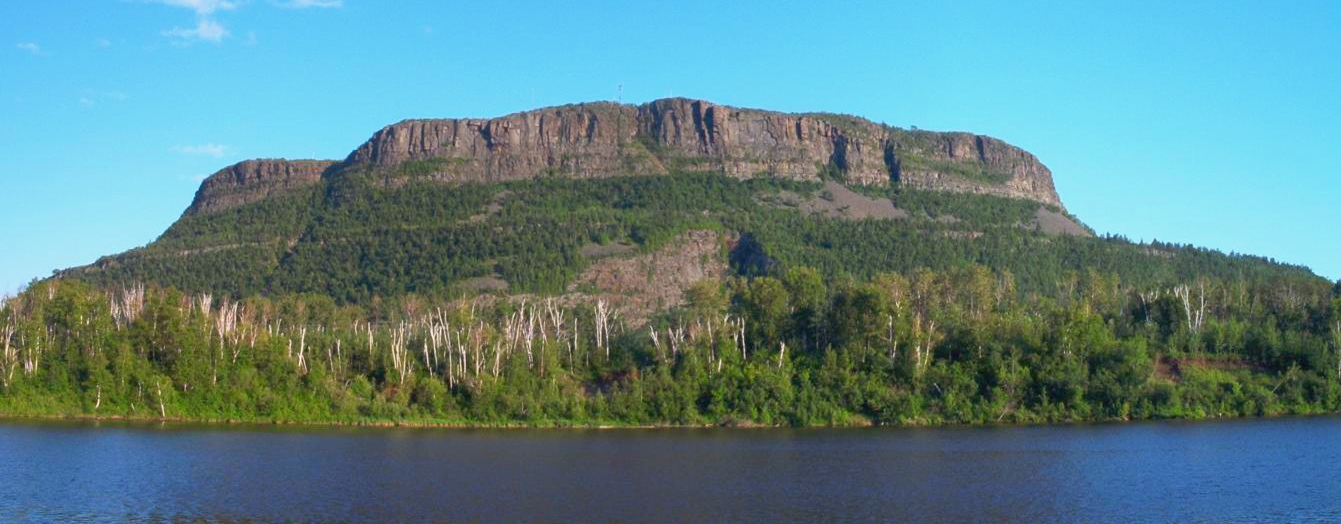
Un sill mafique lié au volcanisme du rift dans la  Thunder Bay (Michigan) (en).
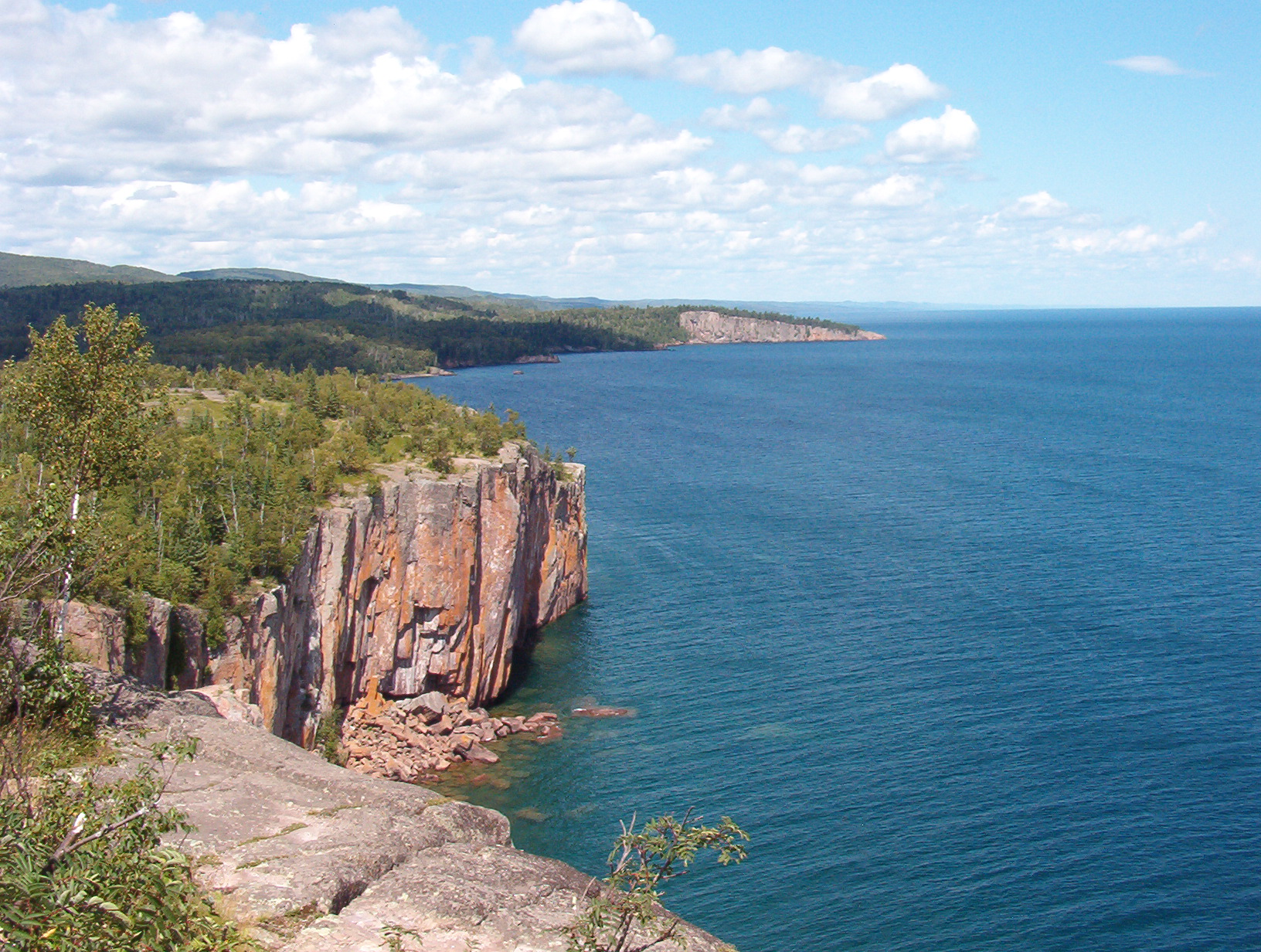
Reliques du rift médio-continental : falaises à Palisade Head et à Shovel Point dans le Minnesota.
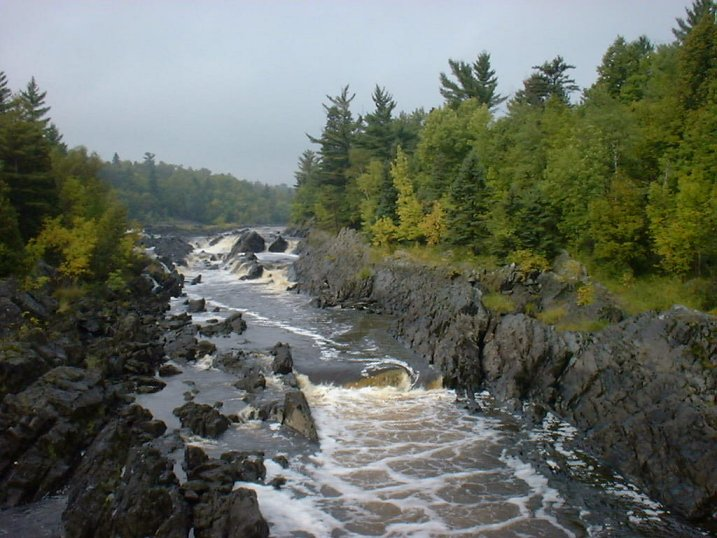
La rivière Saint Louis, dans le Parc d'État de Jay Cooke.
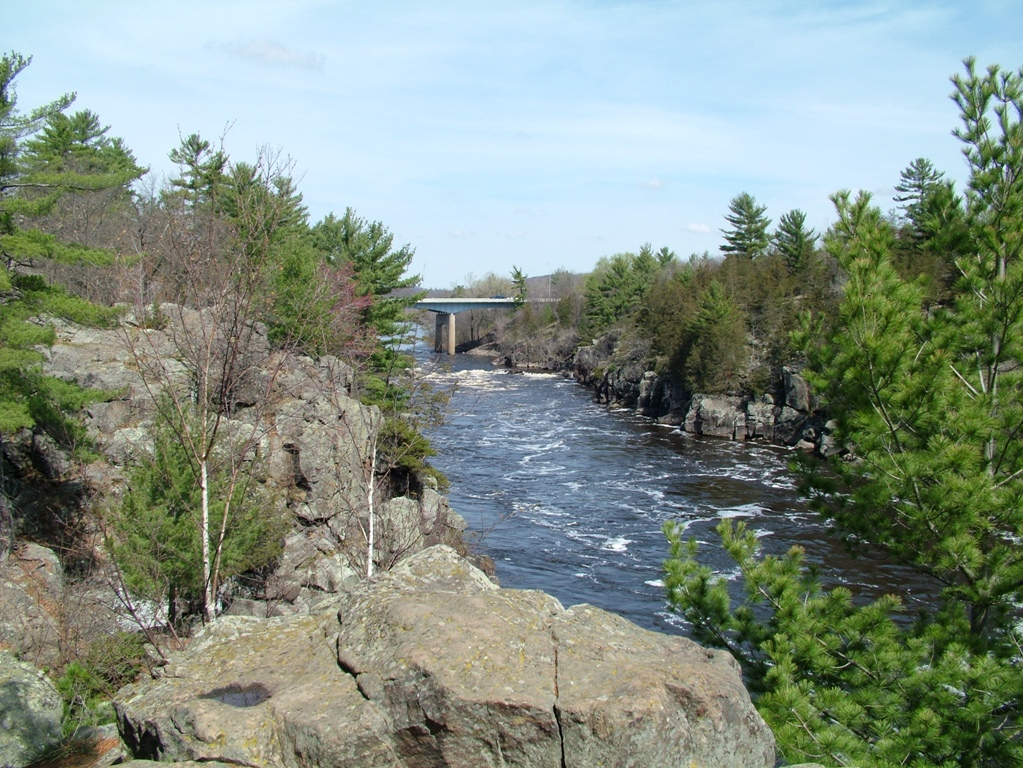
Dalles dans la rivière Sainte-Croix dans le parc inter-États du Minnesota-Wisconsin.